# Bagatelle (Santa Lucía)
Bagatelle es una localidad de Santa Lucía, que forma parte del distrito de Castries.